# Pałac Stanisława Wołowskiego

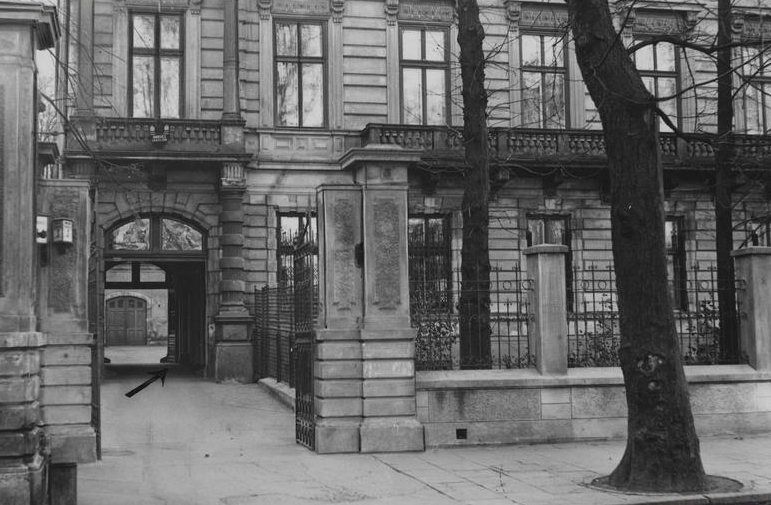
Wejście do budynku (1934)

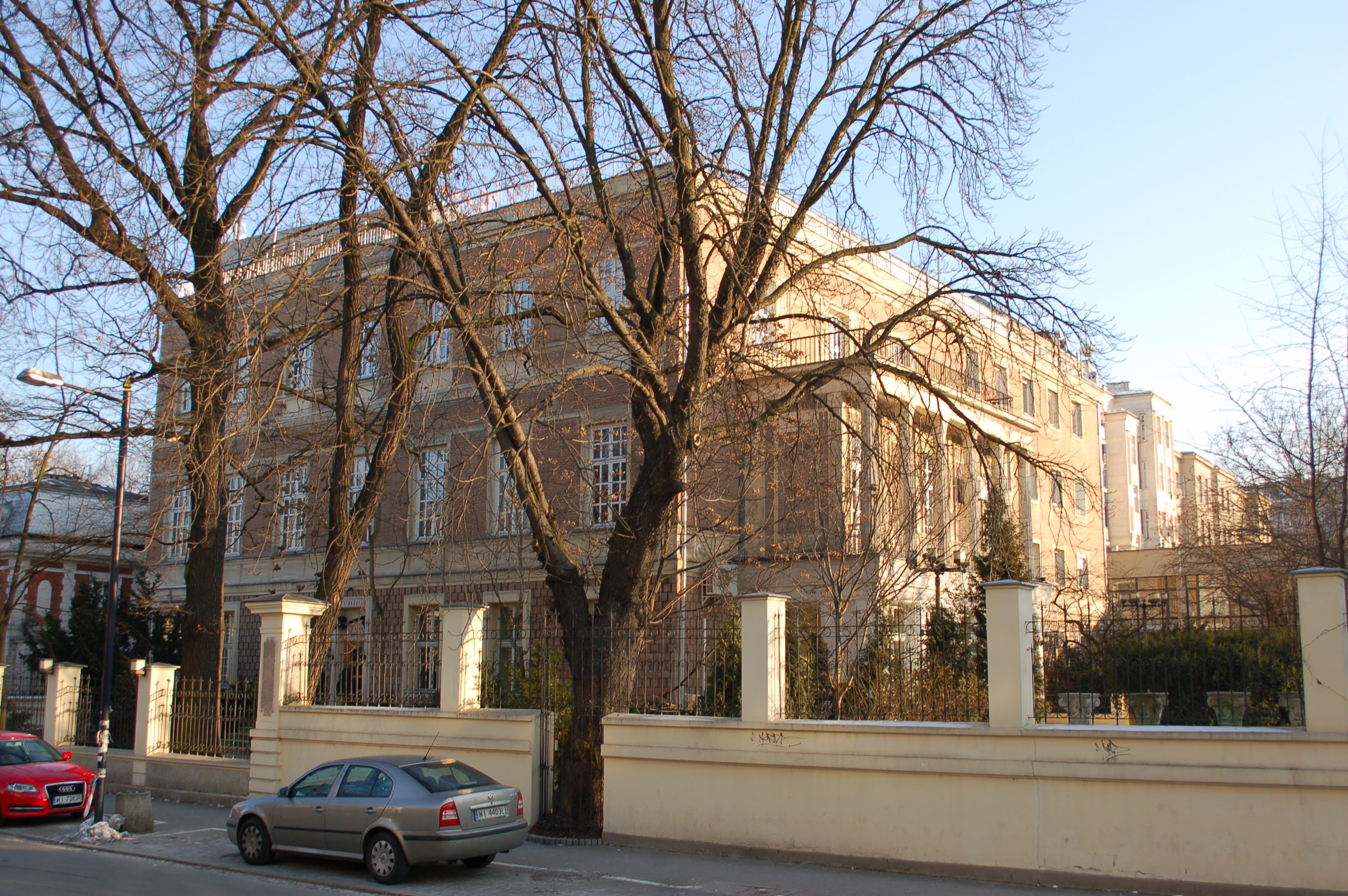
Pałac współcześnie

Pałac Stanisława Wołowskiego – pałac znajdujący się przy ul. Foksal 3/5 w Warszawie.

## Opis
Został wzniesiony w 1878 według proj. Bronisława Brodzic Żochowskiego dla bankiera i kupca Stanisława Wołowskiego. W 1900 przeszedł w ręce księżnej Marii Radziwiłłowej, która go rozbudowała. 
W latach 1922–1939 pałac był wynajmowany m.in. poselstwom – amerykańskiemu (1922–1930) i norweskiemu (1930–1939), oraz klubowi towarzyskiemu związanemu z Bezpartyjnym Blokiem Współpracy z Rządem. W 1934 w bramie, obecnie nieistniejącej, został zastrzelony minister spraw wewnętrznych Bronisław Pieracki.
W czasie powstania warszawskiego w pałacu działał szpital powstańczy. Budynek został zniszczony w ponad 70%. 
W latach 1947–1951 nastąpiła odbudowa i znaczna przebudowa obiektu według proj. T. Iskierki i C. Skolimowskiego. W styczniu 1952 w budynku otwarto Dom Dziennikarza, któremu w tym samym roku nadano imię Juliana Bruna.
W pałacu mają siedziby Stowarzyszenie Dziennikarzy Polskich, Stowarzyszenie Dziennikarzy Rzeczypospolitej Polskiej, Centrum Monitoringu Wolności Prasy oraz Centrum Prasowe Foksal.
O zwrot nieruchomości ubiega się Antoni de Bourbon.